# 嘉田良平
嘉田 良平（かだ りょうへい、1949年2月18日 - ）は、日本の農学者、環境学者。総合地球環境学研究所研究部名誉教授、四條畷学園大学リハビリテーション学部教授。専門は農政学、環境経済学、食品安全論。
嘉田由紀子参議院議員の元夫。

## 経歴
大阪府生まれ。京都大学在学中に知り合った嘉田由紀子（当時の姓は渡辺）と学生結婚。京都大学農学部卒業、京都大学大学院農学研究科修士課程修了、ウィスコンシン大学大学院生命農学研究科博士課程修了。
京都大学助教授、京都大学教授、農林水産省農林水産政策研究所政策研究調整官、アミタ株式会社持続可能経済研究所代表、UFJ総合研究所顧問、女子栄養大学客員教授、放送大学客員教授、総合地球環境学研究所教授、横浜国立大学環境情報研究院客員教授を歴任。
「食リスク・プロジェクト」のリーダーを務める。1980年代前半より環境保全型農業を提唱し、環境と調和する農業のあり方、里山の環境修復活動に取り組む。
1980年、『兼業農家の国際比較』（英文、学会出版センター）により昭和55年度日本農業経済学会賞を受賞。1991年、『環境保全と持続的農業』（家の光協会）により、第7回NIRA政策研究東畑精一記念賞を受賞。

## 著書
- 『環境保全と持続的農業』家の光協会 1990年
- 『農政の転換：21世紀への食料・環境・地域づくり』有斐閣 1996年（有斐閣選書）
- 『世界の食品安全基準：脅かす要因と安全確保の道すじ』農山漁村文化協会 1997年（全集世界の食料世界の農村；26）
- 『世界各国の環境保全型農業：先進国から途上国まで』農山漁村文化協会 1998年（全集世界の食料世界の農村；16）
- 『食品の安全性を考える』放送大学教育振興会 2004年（放送大学教材；2004）、改訂版2008年
- 『食卓からの農業再生：自給率向上の新戦略』家の光協会 2009年